# NGC 6287
NGC 6287 is een bolvormige sterrenhoop in het sterrenbeeld Slangendrager. Het hemelobject werd op 21 mei 1784 ontdekt door de Duits-Britse astronoom William Herschel.

## Ecliptica
De bolvormige sterrenhoop NGC 6287 bevindt zich betrekkelijk dicht bij de Ecliptica, en kan daardoor, gezien vanaf de Aarde, regelmatig bezocht worden door de planeten van het Zonnestelsel, alsook bedekt worden door de Maan.

## Synoniemen
- GCL 54
- ESO 518-SC10